# Knud Rassow
Knud Rassow, född 15 maj 1881 på Grönland, död 3 mars 1952, var en dansk skådespelare. Han var gift med skådespelaren Ellen Frost.
Rassow scen debuterade på sommarteatern i Nykøbing, efter att ha medverkat i olika resande teatersällskap engagerades han vid Folketeatret. Han var under några år teaterchef vid Dagmarteatret och ordförande för Skuespillerforbundet. Han filmdebuterade 1911.

## Filmografi
- 1911 – Den svarte doktorn
- 1922 – Häxan
- 1930 – Den store dag